# Co się wydarzyło w Madison County (film)
Co się wydarzyło w Madison County (ang. The Bridges of Madison County) – amerykański melodramat z 1995 roku w reżyserii Clinta Eastwooda. Adaptacja powieści o tym samym tytule autorstwa Roberta Jamesa Wallera. Zdjęcia kręcono w stanie Iowa.

## Obsada
- Clint Eastwood – Robert Kincaid
- Meryl Streep – Francesca Johnson
- Annie Corley – Caroline
- Victor Slezak – Michael Johnson
- Jim Haynie – Richard Johnson

i inni